# Хантер, Хлоя
Хлоя Хантер (англ. Chloe Hunter; род. 26 августа 1976) — американская актриса, известная своими ролями в фильмах «Только ты и я» и «Высший пилотаж».

## Фильмография
| Год  |   | Русское название  | Оригинальное название  | Роль             |
| ---- | - | ----------------- | ---------------------- | ---------------- |
| 1999 | с | Озабоченные       | Shasta McNasty         | женщина #1       |
| 2000 | ф | Только ты и я     | Down to you            | Меган Бродски    |
| 2000 | в | Лепрекон 5: Сосед | Leprechaun In The Hood | официантка #2    |
| 2000 | с | —                 | Malibu, CA             | Клэр             |
| 2002 | ф | Высший пилотаж    | Spun                   | Эйприл Лав       |
| 2008 | ф | —                 | For Heaven’s Sake      | Джинджер Хотчнер |
| 2008 | ф | —                 | Channels               | Николь           |